# Менжинский (Ставропольский край)
Менжинский — упразднённый хутор в Курском районе Ставропольского края. Снят с учета 7.07.1964 г. решением Ставропольского крайсовета.

## География
Хутор располагался в 13 км к юго-востоку от станицы Курская.

## История
В 1926 году по решению КОМЗЕТа горско-еврейской общине было выделено 2870 гектар земли в Моздокской степи. Первые 60 семей переселенцев прибыли в 1927 г., они основали посёлок под названием Возрождение. В 1928 г. открыт магазин, а также мелкие кооперативы сапожников и скорняков. Из-за суровой зимы 1927—1928 гг. и последующего неурожая к концу 1928 г. над жителями посёлка повисла угроза голода. Но благодаря деятельности председателя окружного отделения ОЗЕТА М. Ганштака ситуацию удалось исправить. В благодарность посёлок был переименован в Ганштаково. В 1929 г. создан колхоз «КИМ». Процесс коллективизации привел к тому что население стало покидать посёлок, так в 1935 г. в нём осталось всего 70 семей (для сравнение в 1929 г. — 105). В 1937 г. постановлением президиума ВЦИК хутор Ганштаковка переименован в Менжинский.
20 августа 1942 г. хутор был оккупирован немецко-фашистскими захватчиками. К тому времени здесь проживали 40 семей горских-евреев, и по десятку семей армян и субботников. 19 октября 1942 г. еврейское население хутора — 300 человек было вывезено в станицу Курскую (по другим сведениям — 218) и расстреляно на кирпичном заводе МТС.

## Население
На начало 1929 г. в хуторе проживало 518 человек.